# إسطركن بنمي
إسطركن بنمي (الاسم العلمي:Strychnos panamensis) هو نوع من النباتات يتبع جنس الإسطركن من الفصيلة اللوغانية.